# Церква Спаса, садиба Вороново
Церква Спаса, садиба Вороново — довершений зразок садибної церкви доби російського бароко в колишній садибі Вороново графів Воронцових, Московська область. 

## Опис споруди

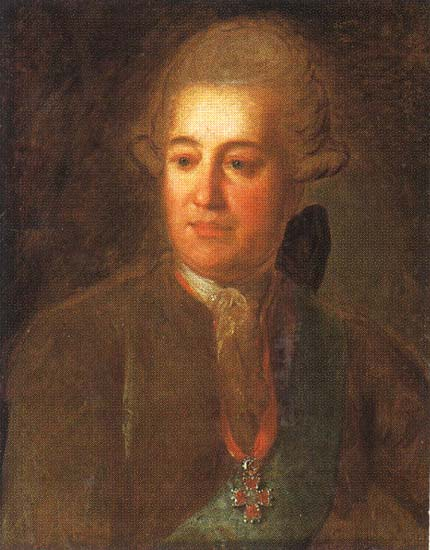
Воронцов Іван Ларіонович

Ц-ва Спаса, садиба Вороново, фіксаційний план.

Навіть серед художньо виразних споруд ансамблю колишньої садиби Вороново, де збережені павільйон Голландський будиночок, стайні, регурярне розпланування центральної частини і пейзажний парк зі ставками, своїми святковими формами виділяється церква Спаса.
Цегляна, потинькована, довершений зразок російського бароко. За планом центрична, в плані практично квадрат, кути якого заокруглені, але всі форми і декор — барокові. Навіть сходи, розташовані на осі схід-захід не додають архітектурі видовженості. Всі приміщення садибної церкви облямовують центральний об'єм, увінчаний восьмикутною ротондою з куполом. Купол має люкарни для освітлення , архітектурний ліхтарик і цибульчасте завершення з хрестом. 
Масивний нижній поверх з двома ярусами вікон сприймається як важкуваті, але логічні підмурки для стрункої ротонди з куполом. Фасади потиньковані і розфарбовані в два кольори — жовтий і білий. На виразність фасадів працюють різноманітні вікна - видовжені, квадратні на головних фасадах,  напівциркульні і круглі — на заокруглених кутових. Кутові вікна мають барокову лиштву палацового зразка того часу. Навіть цього архітекторові і власнику стало замало — частка вікон ззовні прикрашена декоративними ґратками 18 ст.
Церква вибудована за проектом московського архітектора Бланка Карла Івановича за замовою і коштом тодішнього власника садиби - Воронцова Івана  Ларіоновича.
Ансамбль сакральних споруд доповнює окремо вибудована дзвіниця зі шпилем та хрестом. З роками навколо церкви виник сільський цвинтар. В самій церкві - усипальниця графів Воронцових. 
Церква не була пошкоджена в роки війни 1941-1945 рр. і ніколи не зачинялась комуністичним урядом Москви.